# ترک‌محله (جویبار)
ترک‌محله ، روستایی از توابع بخش مرکزی شهرستان جویبار در استان مازندران ایران است.

## جمعیت
این روستا در دهستان سیاهرود قرار داشته و براساس آخرین سرشماری مرکز آمار ایران که در سال ۱۳۸۵ صورت گرفته، جمعیت آن ۱۴۹نفر (۳۹خانوار) بوده‌است.